# Giulio Cuccodoro
Giulio Cuccodoro (* 12. April 1963) ist ein Schweizer Koleopterologe. Sein Forschungsschwerpunkt sind die Kurzflügler (Staphylinidae).

## Leben
Von 1988 bis 1991 absolvierte Cuccodoro ein Biologiestudium an der Universität Genf sowie am Konservatorium und Botanischen Garten der Stadt Genf. Von 1991 bis 1992 war er freiwilliger Helfer des Kurators der Käfersammlung des Muséum d’histoire naturelle de la Ville de Genève. Mit einem Stipendium des Schweizerischen Nationalfonds erarbeitete er an der entomologischen Abteilung des Muséum d’histoire naturelle de la ville de Genève seine Dissertation und wurde 1995 zum Ph.D. promoviert. Von 1995 bis 1996 war er wissenschaftlicher Assistent an der entomologischen Abteilung II des Muséum d’histoire naturelle de la ville de Genève. 1996 war er als Kurator für Entomologie am Naturhistorischen Museum Basel tätig. 1997 war Cuccodoro Postdoc-Stipendiat der Royal Society of London an der Käferabteilung des Natural History Museum in London. Seit 1998 ist er wissenschaftlicher Mitarbeiter der Käfersammlung am Muséum d’histoire naturelle de la Ville de Genève. Von 2008 bis 2010 war er Dozent für Tiersystematik an der Universität Genf. Seit 2013 ist er interimistischer Kurator der entomologischen Abteilung II des Genfer Naturhistorischen Museums.
Cuccodoros Interesse an der Kurzflüglerforschung wurde durch seine Zusammenarbeit mit Ivan Löbl geweckt. Die Gruppen, die ihn besonders interessieren sind die Unterfamilie Pselaphinae und die Gattung Megarthrus aus der Unterfamilie Proteininae. Seine Forschung umfasst taxonomische, phylogenetische, biogeographische und Verhaltensstudien. Cuccodoro veröffentlichte einige Revisionen zur Gattung Megarthrus, darunter 1995 Revision of the Afrotropical rove-beetles of the genus Megarthrus (Coleoptera, Staphylinidae, Proteininae), 1996 Revision of the Japanese rove-beetles of the genus Megarthrus (Coleoptera, Staphylinidae, Proteininae), 1997 Revision of the Palaearctic rove beetles of the genus Megarthrus Curtis (Coleoptera: Staphylinidae: Proteininae), 1998 Revision and phylogeny of Megarthrus Curtis 1829 from New Guinea, New Caledonia and Fiji (Coleoptera Staphylinidae Proteininae), 2007 Revision of Morana Sharp and allied genera (Coleoptera: Staphylinidae: Pselaphinae).
Cuccodoro beschrieb mehr als 210 valide Kurzflüglerarten, davon 88 aus der Gattung Megarthrus.

## Dedikationsnamen
Nach Cuccodoro sind unter anderen die Arten Mecyclothorax cuccodoroi, Pachydesus cuccodoroi, Madecorphnus cuccodoroi, Anthobium cuccodoroi und Carpelimus cuccodoroi benannt.